# Ichthyomys stolzmanni
Ichthyomys stolzmanni är en däggdjursart som beskrevs av Thomas 1893. Ichthyomys stolzmanni ingår i släktet fiskråttor och familjen hamsterartade gnagare. Inga underarter finns listade.
Artpitetet i det vetenskapliga namnet hedrar den polska zoologen Jean Stanislaus Stolzmann.
Individerna har en cirka 16 cm lång kropp (huvud och bål), en 17,7 till 18,5 cm lång svans och en vikt av ungefär 140 g. Bakfötterna är 3,8 till 4,1 cm långa och öronen är 0,9 till 1,1 cm stora. På ovansidan förekommer mörkbrun päls och undersidan är täckt av vit päls med inslag av gult. Typiskt är dessutom en brun strimma på bröstet. Den tjocka och kraftiga svansen är bra täckt med hår och den har likaså en mörkbrun ovansida samt en vit undersida.
Arten förekommer i Ecuador och Peru. Den vistas i Anderna i regioner som ligger 2800 till 3400 meter över havet. Habitatet varierar mellan ekosystemet Puna, bergsängar och fuktiga bergsskogar. Ichthyomys stolzmanni lever vid klara vattendrag.
Arten har främst vattenlevande ryggradslösa djur som föda, bland annat kräftor, räkor och larver av insekter. De kompletteras med några ryggradsdjur som fiskar. När honan inte är brunstig lever varje exemplar ensam. Denna gnagare kan vara dag- och nattaktiv.
Vattenföroreningar och avverkning av bergsskogarna kan påverka beståndet negativt. Ichthyomys stolzmanni registreras sällan och i områden som har större av stånd från varandra. IUCN kategoriserar arten globalt med kunskapsbrist (DD).